# آوولژ
آوولژ (به فرانسوی: Avelesges) یک کمون در فرانسه است که در canton of Molliens-Dreuil واقع شده‌است. آوولژ ۴٫۸۷ کیلومتر مربع مساحت دارد ۵۰ متر بالاتر از سطح دریا واقع شده‌است.